# Delara Darabi
Delara Darabi (pers. دلارا دارابى; ur. 29 września 1986, zm. 1 maja 2009 w Reszt) – irańska przestępczyni, skazana na karę śmierci i stracona.

## Pobyt w więzieniu
W 2003 roku Darabi wraz z 19-letnim Amirem Hosseinem dokonali kradzieży z włamaniem do domu irańskiej kobiety. W trakcie szamotaniny kobieta ta została ugodzona nożem i zmarła. Okoliczności popełnienia przestępstw pozostają niejasne pomimo prowadzonego śledztwa przez władze irańskie.
Oboje zostali zatrzymani i osadzeni w więzieniu w oczekiwaniu na proces. Podczas pierwszych przesłuchań Darabi przyznawała się do winy, biorąc całą odpowiedzialność na siebie. Potem jednak odwołała zaznania, twierdząc, iż Hossein prosił ją o to, aby uchronić się przed wyrokiem śmierci (myśleli, że jako niepełnoletnia nie zostanie skazana na śmierć).
W styczniu 2007 Delara próbowała w celi popełnić samobójstwo poprzez podcięcie żył na nadgarstku. Została odratowana a podczas pobytu w szpitalu stwierdzono u niej kliniczną depresję.
Delara była też malarką, której prace (tworzyła również w więzieniu), były wystawiane m.in. w Teheranie.

## Proces sądowy i wyrok śmierci
Przyjęta przez adwokata linia obrony wskazywała na to, że biegli wykluczali, że to ona mogła zabić, gdyż cios został zadany z dużą siłą przez praworęczną osobę a Delara była leworęczna.
W 2007 Darabi została skazana przez sąd irański za współudział we włamaniu i morderstwie dokonanym wspólnie z Amirem Hosseinem. Hossein otrzymał wyrok 10 lat więzienia. Sąd Najwyższy w 2009 utrzymał wyrok skazujący ją na karę śmierci w mocy.
Jedyną szansą na ocalenie jej życia było ułaskawienie przez władze Iranu bądź zgoda na diję czyli okup krwi. Zgodnie z muzułmańskim prawem w zamian za zapłatę na rzecz rodziny ofiary Darabi zostałaby ułaskawiona. Krewni zabitej w kwietniu 2009 kategorycznie wykluczyli takie rozwiązanie. Według informacji Amnesty International jej egzekucja, która miała nastąpić 18 lub 20 kwietnia 2009 została przesunięta o dwa miesiące.
Orzeczoną karę śmierci wykonano przez powieszenie w więzieniu w mieście Reszt 1 maja 2009.

## Reakcje międzynarodowe
Sprawa Delary spotkała się z dużym oddźwiękiem w świecie. W jej sprawie interweniowała Amnesty International i przedstawiciele wysokiego komisarza praw człowieka ONZ. Na jej obronę przywoływany jest fakt, iż Iran ratyfikował przepisy zakazujące skazywania na śmierć osób które w chwili popełnienia przestępstwa nie miały skończonego 18. roku życia oraz ze względu na możliwą niewinność. W internecie można było podpisać petycję w sprawie jej ułaskawienia. Masowa reakcja na podobną w sprawie Nazanin Fatehi doprowadziła do jej uwolnienia 31 stycznia 2007.